# Berthold Dietmayr
Berthold Dietmayr (imiona świeckie: Karl Josef) ur. 15 marca 1670 w Scheibbs, zm. 25 stycznia 1739 w Wiedniu – benedyktyn, opat opactwa Benedyktynów w Melku, inicjator gruntownej przebudowy tamtejszego klasztoru i kościoła.
Absolwent szkoły jezuickiej w Krems, a później Uniwersytetu Wiedeńskiego. W 1696 przyjął święcenia kapłańskie, Został wybrany opatem klasztoru w Melku w 1702 i pełnił tę funkcję do śmierci. Jednocześnie w 1706 był rektorem Uniwersytetu Wiedeńskiego. Był także doradcą kolejnych cesarzy: Leopolda I, Józefa I i Karola VI. W 1702 zaczął przebudowę opactwa w Melku w stylu barokowym, która w istocie polegała na zbudowaniu nowego kościoła, na fundamentach starszego i prawie całkowitym stworzeniu większości budynków klasztornych. Spowodowało to przejściowe spory z częścią zakonników klasztoru, których poważnie zaniepokoił rozmach robót, grożący ich zdaniem zarówno załamaniem finansowym klasztoru, jak i naruszający spokój życia duchownego wspólnoty. Jednak w wyniku decyzji cesarza i papieża opat Dietmayr utrzymał się na swoim stanowisku.
Ku czci opata Dietmayra nazwano jego nazwiskiem ulicę w Melku, przy której znajdują się budynki klasztorne.